# Quelea
Quelea is een geslacht van zangvogels uit de familie wevers en verwanten (Ploceidae).

## Soorten
Het geslacht kent de volgende soorten:
- Quelea cardinalis – Kardinaalwever
- Quelea erythrops – Roodkopwever
- Quelea quelea – Zwartmasker-roodbekwever